# Geographische Entwicklungsforschung

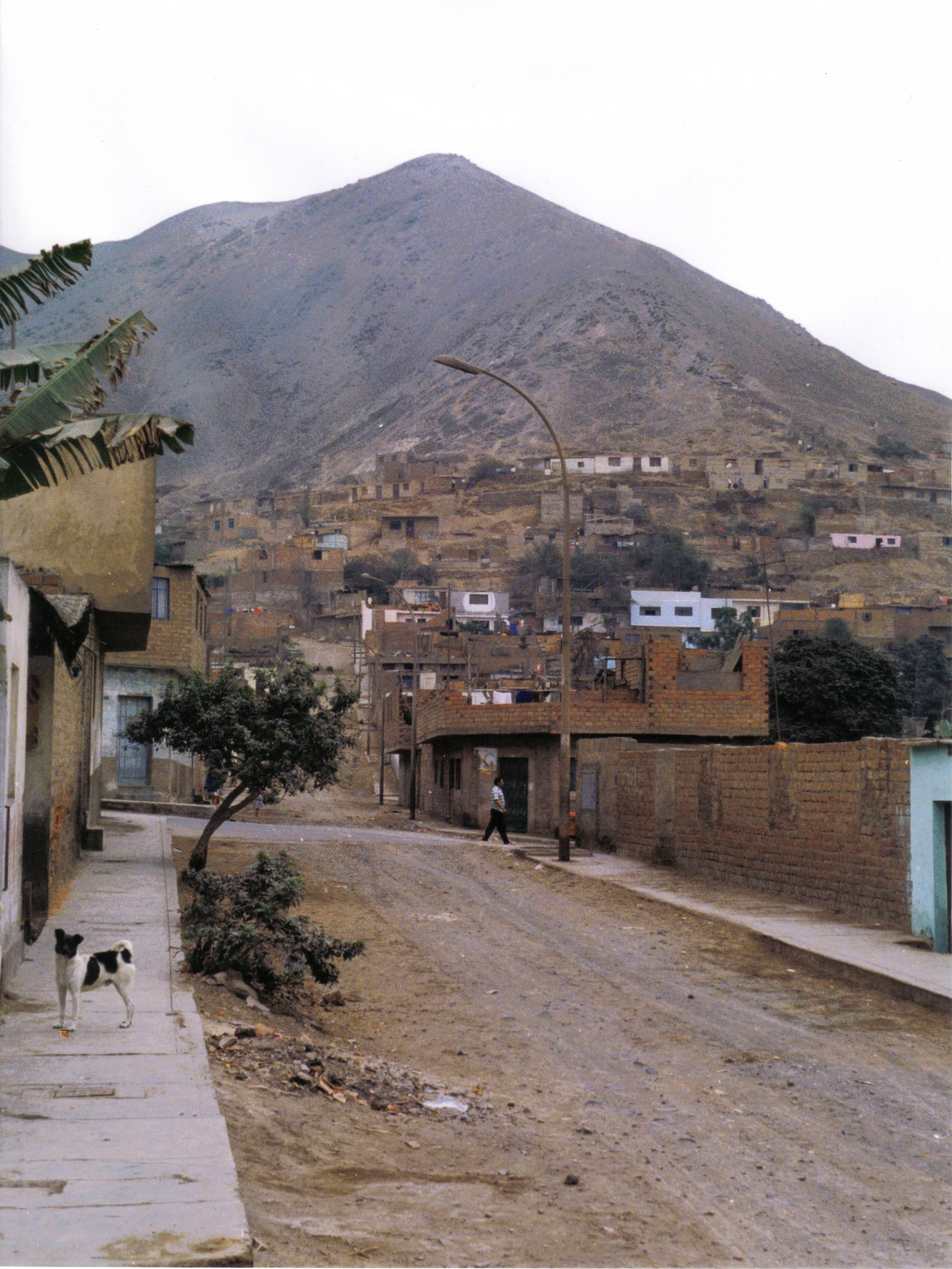
Fragmentierung und Marginalisierung in Comas, Lima

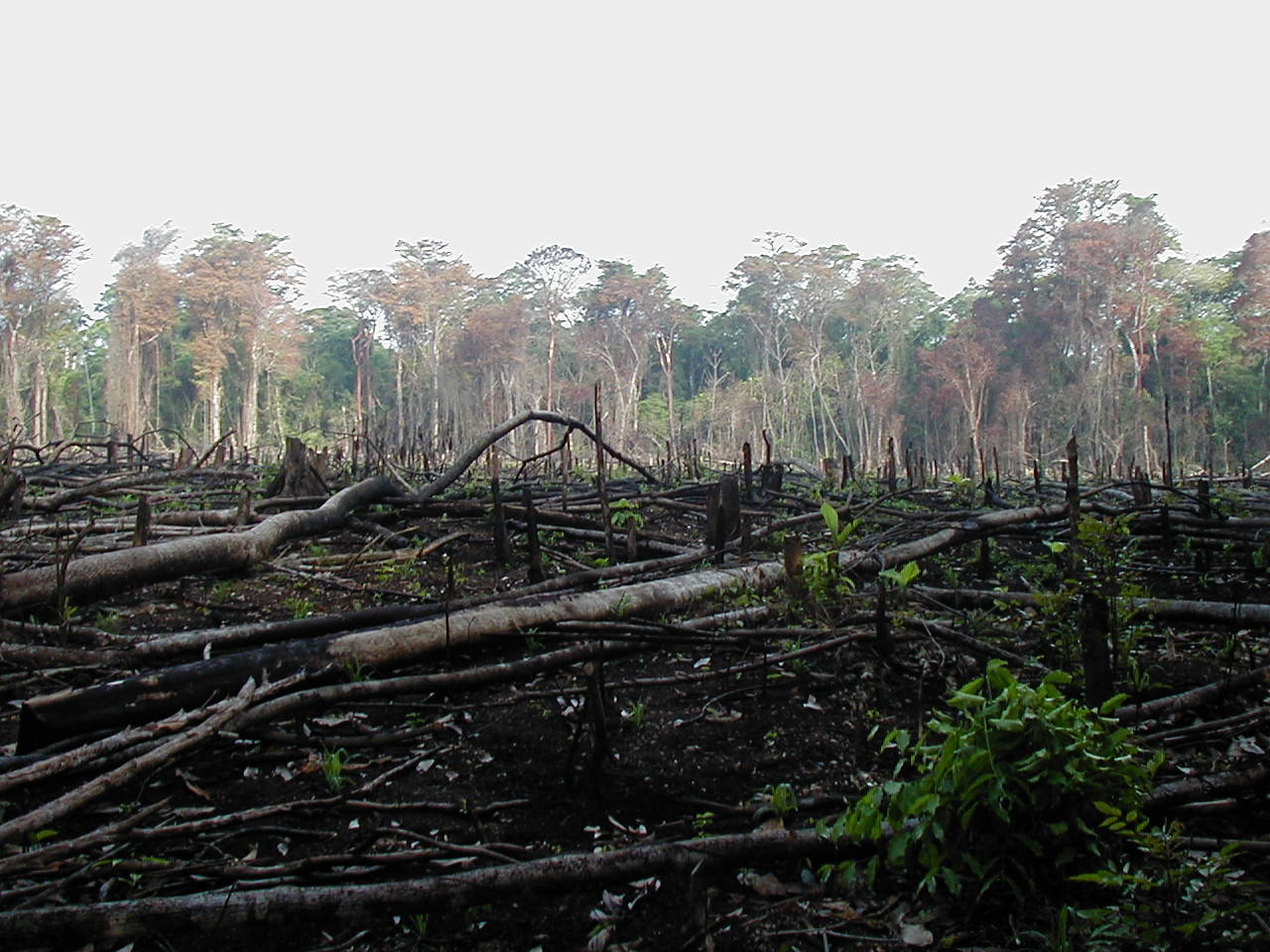
Verbrannter Urwald

Als Geographische Entwicklungsforschung (GEF) (veraltet auch Geographische Entwicklungsländerforschung) bzw. development geography (im englischsprachigen Raum) wird eine Forschungsrichtung innerhalb der Geographie bezeichnet, welche sich mit dem Zusammenhang zwischen Entwicklung und räumlichen Strukturen, Prozessen und Funktionen beschäftigt. Sie stellt theoretisch-methodisch den Beitrag der Geographie zur Entwicklungsforschung dar und liefert als angewandter Zweig Erkenntnisse für Entwicklungsplanung und Entwicklungszusammenarbeit. GEF befasst sich unter anderem mit Themenbereichen wie dem Phänomen räumlicher Fragmentierung, Fragen risikobehafteter Lebenslagen (Verwundbarkeit, Geographische Risikoforschung), krisenbehafteter Globalisierung und fragiler Mensch-Umwelt-Beziehungen (Politische Ökologie) im globalen Süden. Wie die geographische Fachdisziplin an sich ist auch GEF durch einen ausgeprägten Methodenpluralismus gekennzeichnet.

## Geschichte
Die Anfänge der GEF als Kolonialgeographie wie auch folgende Ansätze bis in die 1960er Jahre waren stark länderkundlich und deskriptiv geprägt, mit einem impliziten Fokus auf Modernisierung als Lösung zur Überwindung traditioneller Wachstumsbarrieren. Erst ab den 1970er Jahren kam es im deutschsprachigen Raum verstärkt zu einer theoretischen und erklärenden Auseinandersetzung mit Schlüsselfragen von Entwicklung und Unterentwicklung. Diese etwa 40 Jahre dauernde Phase begann mit einem „dependenztheoretischen Aufbruch“ gefolgt vom verflechtungsanalytischen Produktionsweisenansatz, einem Nachdenken über Theorien mittlerer (statt globaler) Reichweite, der Adaption sozial- bzw. polit-ökologischer, institutionenökonomischer, handlungstheoretischer und globalisierungskritischer Ansätze (aus dem englischsprachigen Raum) sowie der Aufarbeitung post/konstruktivistischer Betrachtungsweisen (aus dem französischsprachigen Raum). GEF heute ist zunehmend mit der Herausforderung eines sog. Post-Developmentalismus konfrontiert.